# ژنوم سازمان
ژنوم سازمان کتابی است نوشتهٔ غلامرضا گودرزی (استاد تمام مدیریت) و مهرداد راستگو (پژوهشگر بين المللی ذهن) که در سال ۱۴۰۳ توسط انتشارات مهرآریا منتشر شده‌است. این کتاب مدل مدیریتی و تعالی سازمان نوین را معرفی می‌کند که به گفته نویسندگان، با تلفیق سه علم مدیریت، ذهن و ژنتیک تدوین شده‌است.

## معرفی کتاب
در این کتاب، مدلی به نام آر. ام. (R.M.) یا مدیریت تجدیدنظرشده (Revised Management) مطرح می‌شود که از استعاره‌های ژنتیک و چهار نوکلئوتید A، T، C و G برای توصیف مفاهیم سازمانی استفاده می‌کند. مؤلفان بر اساس این استعاره، چارچوبی را برای تحلیل ویژگی‌ها و طراحی نقشه ژنتیکی سازمان ارائه کرده‌اند. به‌علاوه، به کارکردهایی مانند مطالعه ساختار درونی سازمان، شناسایی چالش‌ها و ارائه راهکارهایی برای بهبود اشاره شده‌است.
کتاب «ژنوم سازمان» تلاش دارد ساختار مدیریتی و فرآیندهای تعالی سازمانی را از دیدگاهی بین‌رشته‌ای بررسی کند و برخی مفاهیم را در سه بعد ذهن، جسم و روح دسته‌بندی کند. این مدل همچنین شامل مولفه‌ها، شاخص‌ها و سنجه‌هایی است که به گفته نویسندگان، در بسیاری از مدل‌های تعالی سازمانی نیز به کار می‌روند.

## فهرست فصل‌ها
فصل اول: مدیریت
فصل دوم: استعاره‌های سازمان
فصل سوم: تعالی سازمان
فصل چهارم: ژن و ژنوم
فصل پنجم: سازمان به مثابه ژنوم
فصل ششم: مدل ژنوم تعالی سازمان
منابع و مآخذ
تأییدیه‌ها